# Лаха (Чилі)
Лаха (ісп. Laja) — місто в Чилі. Адміністративний центр комуни — місто Ла-Лаха. Населення — 16 288 осіб (2002). Місто і комуна входить до складу провінції Біобіо та регіону Біобіо.
Територія комуни — 339,8 км². Чисельність населення — 21 613 мешканців (2007). Щільність населення — 63,61 чол./км².

## Розташування
Місто Ла Лаха розташоване за 60 км на південний схід від адміністративного центру області — міста Консепсьйон та за 37 км на північ від адміністративного центру провінції міста Лос-Анхелес.
Комуна межує:
- на півночі — з комуною Юмбель
- на сході — з комуною Лос-Анхелес
- на півдні — з комуною Лос-Анхелес
- на південному заході — з комуною Насім'єнто
- на заході — з комуною Санта-Хуана
- на північному заході — з комуною Сан-Росендо

## Демографія
Згідно з даними, зібраними під час перепису Національним інститутом статистики, населення комуни становить 21 613 осіб, з яких 10 642 чоловіки та 10 971 жінка.
Населення комуни становить 1,09 % від загальної чисельності населення регіону Біобіо. 30,77 % належить до сільського населення та 69,23 % — міське населення.